# ワイド・アウェイク
「Wide Awake」は、2016年5月27日に発売されたスウェーデンの歌手エリック・サーデのシングル。発売元はRoxy。

## 解説
マンドゥ・ディアオの元メンバー、グスタフ・ノリアンを制作陣に迎えた。

## 収録曲
音楽配信
1. Wide Awake (feat. Gustaf Norén) [3:20]